# Katastrofa lotu Delta Air Lines 191
Katastrofa lotu Delta Air Lines 191 – katastrofa lotnicza, która wydarzyła się 2 sierpnia 1985 roku. Lockheed L-1011 TriStar, lecący z Fort Lauderdale do Dallas, rozbił się przy lądowaniu z powodu silnych prądów zstępujących wywołanych przez burzę. Zginęło 137 osób (w tym 1 osoba na ziemi), 27 osób ocalało.

## Samolot i załoga
Lockheed L-1011-385-1 TriStar miał 6 lat, został wyprodukowany w 1979. Wylatał 20 555 godzin. Kapitanem był Edward „Ted” Connors, pierwszym oficerem Rudolph Pryce, drugim oficerem – Nicholas Nassick.

## Lot
Maszyna leciała z Fort Laudardale do Los Angeles z międzylądowaniem w Dallas. W okolicy Dallas samolot napotkał formującą się silną burzę i kapitan zdecydował się na ominięcie obszaru najgorszej pogody. Następnie samolot został skierowany przez kontrolę lotów do lądowania na pasie 17L. Z uwagi na warunki pogodowe miało to być lądowanie z pomocą ILS. 

## Katastrofa
Podczas zbliżania pilotujący maszynę pierwszy oficer dostrzegł błyskawicę na drodze podejścia. Na wysokości około 1000 stóp samolot dostał się pod działanie silnego prądu zstępującego, który początkowo przyspieszył, a następnie spowolnił samolot przy jednoczesnej znacznej utracie wysokości. Pierwszy oficer próbował przeciwdziałać wykonując polecenia kapitana (zwiększenie ciągu do maksimum, podniesienie nosa samolotu), ale Lockheed ciągle opadał. Aby nie dopuścić do przeciągnięcia, pilot musiał oddać ster (opuścić nos samolotu), co dodatkowo zwiększyło prędkość opadania. Samolot próbował lądować na ruchliwej autostradzie 114. Podczas manewru maszyna uderzyła silnikiem nr 1 w samochód marki Toyota Celica zabijając jego kierowcę. Odpadnięcie silnika spowodowało obrót. Ostatecznie maszyna uderzyła w zbiornik wody i przełamana się na dwie części. Zachowała się tylko tylna część, właśnie w niej odnaleziono 27 ocalałych. Ranni trafili do szpitali. Pozostałe osoby poniosły śmierć na miejscu. Ofiarą katastrofy spoza samolotu jest William Hodge Mayberry – kierowca samochodu, w który uderzył samolot (zginął na miejscu). W sumie zginęło 137 osób.

## Przyczyny
Po kilkumiesięcznym śledztwie Amerykańska Rada Bezpieczeństwa Transportu podała do publicznej wiadomości przyczyny zdarzenia. Główną przyczyną było niepoinformowanie załogi samolotu przez kontrolera lotów o prądzie zstępującym. Wskazano także na brak procedur i treningu w unikaniu uskoku wiatru na małych wysokościach, a także na brak informacji meteo o występującym zagrożeniu.